# Бутовка (Омская область)
Бу́товка — упразднённая в 1966 году деревня в Горьковском районе Омской области России. На карте СССР 1985 годо обозначена как урочище Бутовка

## Название
Известен как Бутовский, Бутово.

## История
В 1909 году посёлок основали переселенцы из Черниговской губернии в составе Корниловской волости Омского уезда Акмолинской области.
Позже в составе Корниловской волости Калачинского уезда Тобольской губернии.
В 1914 году в посёлке насчитывалось 186 долей на 336 душ. Посёлок входил в Павлодаровский православный приход Омской епархии.
В 1921 году проживал 501 человек.
В 1924—1931 годах в составе Калиновского сельского совета.
На 1926 год имелась школа I ступени и изба-читальня. Проживал 481 человек.
В 1931—1958 годах было центром Бутовского сельского совета, после чего в составе Павлодаровского сельского совета Горьковского района.
В годы коллективизации много крепких, зажиточных людей уехало из деревни.
В 1959 году осталось 132 человека.
18 октября 1962 года занесена в число «неперспективных деревень».
В 1966 году деревня исключена из списка населённых пунктов.

## Инфраструктура
Личное подсобное хозяйство с зоной сельскохозяйственного использования, индивидуальная застройка усадебного типа.

## Транспорт
Просёлочные дороги.